# Equetus

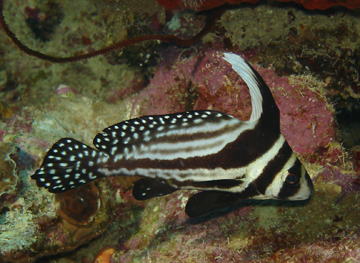
Equetus punctatus

Equetus és un gènere de peixos de la família dels esciènids i de l'ordre dels perciformes.

## Taxonomia
- Equetus iwamotoi (Miller & Woods, 1988)
- Equetus lanceolatus (Linnaeus, 1758)[3]
- Equetus punctatus (Bloch & Schneider, 1801)[4][5][6][7][8][9][10]